# هایلند کپیتال
هایلند کپیتال (انگلیسی: Highland Capital) شرکت سرمایه‌گذاری آمریکایی است، که در سال ۱۹۸۸ تأسیس شد.